# Anouk Vetter
Anouk Vetter (født 4. februar 1993) er en hollandsk atlet, der konkurrerer i all-around. 
Hun repræsenterede sit land under verdensmesterskaberne i atletik 2015 i Beijing, hvor hun blev nummer 12 i syvkamp.
Hun repræsenterede Holland ved sommer-OL 2020 i Tokyo, hvor hun tog sølv i syvkamp.